# 테러 (2016년 영화)
테러(Terror)는 인도에서 제작된 사티시 카세티 감독의 2016년 액션, 스릴러 영화이다. 스리칸스 등이 주연으로 출연하였다.

## 출연

### 주연
- 스리칸스
- 라비 베르마

### 조연
- 스리니바사 라오 코타
- 나사르
- 니키타 투크랄

## 사운드트랙
- "O Lala O Lala"
- "Dil Ka Diwana"
- "Okkasari"